# Zaharije Ostojić
Zaharije Ostojić (en cyrillique :  Захарије Остојић), né en 1907 et mort en avril 1945, est un militaire yougoslave, issu de la communauté serbe du Monténégro et membre du mouvement tchetnik durant la Seconde Guerre mondiale.

## Biographie
Major de l'armée du royaume de Yougoslavie, il est impliqué dans le coup d'État qui, en mars 1941, renverse le gouvernement alors que celui-ci vient de s'allier à Hitler. L'Allemagne nazie et ses alliés envahissent alors la Yougoslavie. Ostojić, qui escorte en Grèce le régent Paul qui a été renversé lors du coup d'État, rejoint ensuite le quartier-général britannique du Caire. Il est ensuite sélectionné par le Special Operations Executive, le service secret britannique, pour entrer en contact avec la résistance yougoslave. Avec un autre officier yougoslave, Mirko Lalatović, et un officier britannique, le capitaine Duane Hudson, il est parachuté en Yougoslavie. Là, avec Hudson, il rencontre à Užice Tito, chef des Partisans communistes, avant de rejoindre sur la Ravna gora le quartier-général de Draža Mihailović, chef des Tchetniks.
Ostojić, nommé lieutenant-colonel de l'Armée yougoslave dans la patrie (nom officiel des Tchetniks, qui sont alors reconnus comme les troupes légitimes du gouvernement royal en exil, devient le chef d'état-major de Mihailović. Il combat en Bosnie les troupes des Oustachis qui se livrent à des massacres de Serbes, mais se livre également lui-même à des massacres de populations musulmanes, qu'il assimile aux ennemis des Serbes. En décembre 1942, il représente Mihailović au congrès tchetnik qu'organise Pavle Đurišić au Monténégro, et où s'exprime l'aile la plus extrémiste du mouvement tchetnik.
Il donne son assentiment à la politique de collaboration de divers groupes Tchetniks, qui profitent de leur alliance avec les occupants italiens pour se fournir en armes et mieux combattre les insurgés communistes. Le mouvement de Mihailović considère en effet ces derniers comme des ennemis prioritaires, et n'entend combattre pleinement les occupants que lors de l'arrivée des Alliés. Ostojić fait partie du commandement des Tchetniks durant l'offensive Weiss, menée début 1943 par les Allemands et les Italiens contre les Partisans. Les Tchetniks tentent de profiter de l'attaque des occupants pour anéantir leurs rivaux, mais ils sont finalement mis en déroute dans la région de la Neretva.
En juillet 1943, Ostojić et un autre officier tchetnik, Petar Baćović, rencontrent un émissaire de Tito, Milovan Djilas, qui leur propose de cesser le conflit entre Partisans et Tchetniks pour unir les forces des deux mouvements contre les occupants. Mais Draža Mihailović refuse cette offre, dans laquelle il ne voit qu'un aveu de faiblesse de Tito, et menace d'exclure ses deux subordonnés s'ils poursuivent leurs contacts avec les communistes.
Après la prise de Belgrade par les communistes en octobre 1944, Ostojić, qui commande alors des troupes en Herzégovine, rejoint Mihailović en Bosnie avec les forces de Pavle Đurišić. Ce dernier, jugeant la stratégie de Mihailović sans espoir, rompt avec lui et part avec ses troupes vers la Slovénie, où le leader fasciste serbe Dimitrije Ljotić a proposé de réunir toutes les forces anticommunistes en vue d'une alliance. Ostojić et Baćović l'accompagnent. En chemin, pour pouvoir traverser le territoire des Oustachis, Đurišić noue une alliance temporaire avec le leader séparatistes monténégrin Sekula Drljević. Mais ce dernier, craignant d'être trahi, appelle à son secours les Oustachis, qui écrasent les forces tchetniks. Đurišić, Ostojić et Baćović sont ensuite mis à mort, peut-être au camp de concentration de Jasenovac.